# Uwe Puschner

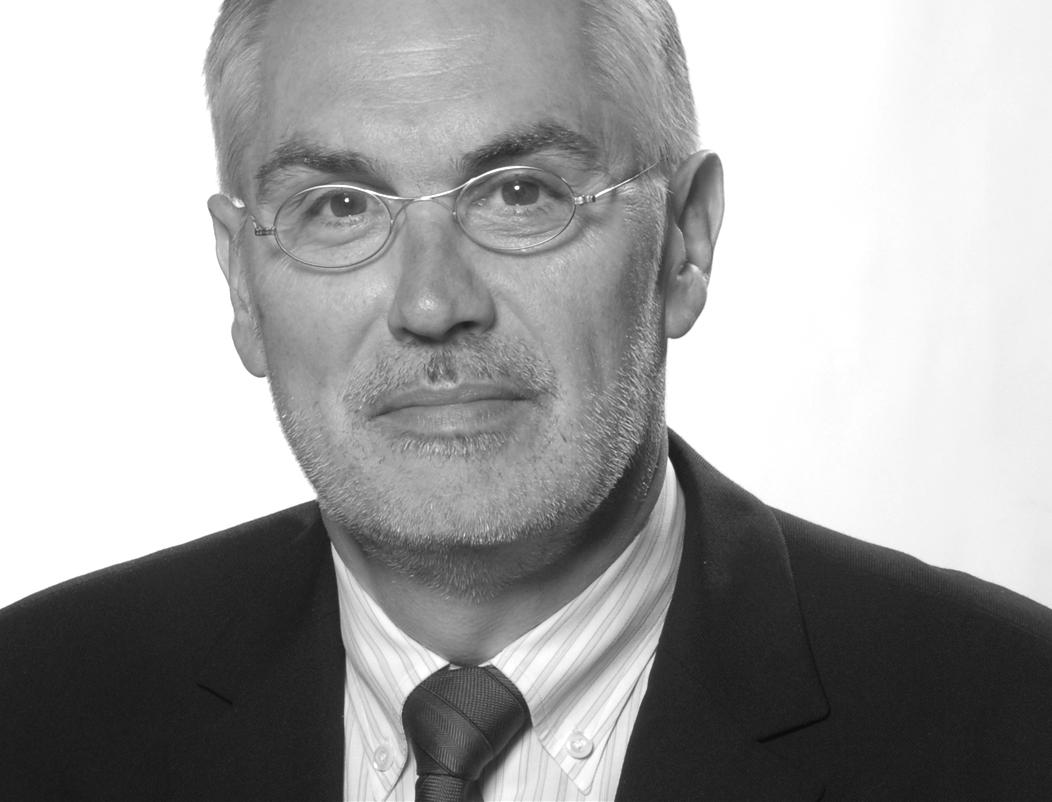
Uwe Puschner

Uwe Puschner (* 21. September 1954 in Gelsenkirchen) ist ein deutscher Historiker.

## Leben
Puschner zog Ende der 1950er Jahre mit seiner Familie nach Bernstein im Fichtelgebirge. 1974 bestand er das Abitur am Luisenburg-Gymnasium in Wunsiedel. Ab 1975/76 studierte er Geschichte, Germanistik, Soziologie und Politologie an der Ludwig-Maximilians-Universität München. 1986 promovierte er bei Eberhard Weis. Von 1983 bis 1996 war er wissenschaftlicher Mitarbeiter im Haus der Bayerischen Geschichte, an der Universität der Bundeswehr München und an der Freien Universität Berlin. 1998 habilitierte er sich. Von 2001 bis 2005 war er Oberassistent und von 2005 bis 2009 festangestellter akademischer Mitarbeiter am Friedrich-Meinecke-Institut der Freien Universität Berlin. Seit 2009 ist er dort außerplanmäßiger Professor für Neuere Geschichte.
Seit 2005 ist Puschner ständiges Mitglied am „Centre d'Études Germaniques Interculturelles de Lorraine“ (CEGIL) der Universität Metz und Gastdozent an den Universitäten London (Kanada), Metz und Montpellier. Puschner ist außerdem Vertrauensdozent der Studienstiftung des deutschen Volkes und Mitglied verschiedener Kommissionen am Friedrich-Meinecke-Institut der Freien Universität Berlin.
Zu seinen Forschungsgebieten zählen die Völkische Bewegung, die Geschichte des Handwerks, die Geschichte der Juden in Deutschland sowie die Leser- und Rezeptionsgeschichte. Zusammen mit Walter Schmitz und Justus H. Ulbricht ist er Herausgeber des Handbuchs zur „Völkischen Bewegung“ 1871–1918, mit Kai Brodersen, Martin Kintzinger und Volker Reinhardt Herausgeber der Reihe Geschichte kompakt bei der Wissenschaftlichen Buchgesellschaft und mit Ina Ulrike Paul Herausgeber der Reihe Zivilisationen & Geschichte des Peter Lang Verlags.
Puschner ist Gründungsmitglied des Geschichte und Zukunft e. V. Der Verein fördert wissenschaftliche Publikationen zur Auseinandersetzung mit den völkischen Wissenschaften unter nationalsozialistischer Herrschaft.

## Schriften (Auswahl)
- David Bordiehn, Henning Holsten, Christian Köhler: Bibliographie Professor Dr. Uwe Puschner. In: David Bordiehn u. a. (Hrsg.): Ausgrenzende politische Ideologien. Akteure, Organisationen und Programmatiken. Festschrift zu Ehren von Uwe Puschner, Peter Lang, Berlin 2020 (= Zivilisationen & Geschichte, Bd. 61), ISBN 978-3-631-81304-1, S. 409–425.

Monographien
- Die völkische Bewegung im wilhelminischen Kaiserreich. Sprache – Rasse – Religion. Darmstadt 2001 (Zugleich: Habil.-Schr., FU Berlin, 1998), ISBN 3-534-15052-X.[3]
- Geschichte der Juden in Deutschland. Quellen und Kontroversen. Ein Arbeitsbuch für die Oberstufe des Gymnasiums. München 1992 (zusammen mit Michael Wolffsohn; ausgezeichnet mit dem Deutschen Schulbuchpreis 1993), ISBN 3-7627-6250-3.
- Handwerk zwischen Tradition und Wandel. Das Münchener Handwerk an der Wende vom 18. zum 19. Jahrhundert (= Göttinger Beiträge zur Wirtschafts- und Sozialgeschichte, Bd. 13), Göttingen 1988 (Zugleich: Dissertation, LMU München, 1986), ISBN 3-509-01492-8.

Herausgeberschaften
- Die völkisch-religiöse Bewegung im Nationalsozialismus: eine Beziehungs- und Konfliktgeschichte. Vandenhoeck & Ruprecht, Göttingen 2012, ISBN 978-3-525-36996-8 (hrsg. mit Clemens Vollnhals).
- Erinnerungstage. Wendepunkte der Geschichte von der Antike bis zur Gegenwart, hrsg. zusammen mit Etienne François, München 2010, ISBN 978-3-406-57752-9.
- Krisenwahrnehmungen in Deutschland um 1900. Zeitschriften als Foren der Umbruchszeit im wilhelminischen Reich / Perceptions de la crise en Allemagne au début du XXe siècle. Les périodiques et la mutation de la société allemande à l’époque wilhelmienne (= Convergences, Bd. 55), hrsg. zusammen mit Michel Grunewald, Bern [u. a.] 2010, ISBN 978-3-03911-743-7.
- Völkisch und national. Zur Aktualität alter Denkmuster im 21. Jahrhundert (= Wissenschaftliche Beibände zum Anzeiger des Germanischen Nationalmuseums, Bd. 29), hrsg. zusammen mit G. Ulrich Großmann, Darmstadt 2009, ISBN 978-3-534-20040-5.
- Le milieu intellectuel protestant en Allemagne, sa presse et ses réseaux (1871–1963) / Das evangelische Intellektuellenmilieu in Deutschland, seine Presse und seine Netzwerke (1871–1963) (= Convergences, Bd. 47), hrsg. zusammen mit Michel Grunewald, Bern [u. a.] 2008, ISBN 978-3-03911-519-8.
- Médiation et Conviction. Mélanges offerts à Michel Grunewald (= De L’Allemand), hrsg. zusammen mit Pierre Béhar, Françoise Lartillot, Paris 2007, ISBN 978-2-296-02789-3.
- Le milieu intellectuel catholique en Allemagne, sa presse et ses réseaux (1871–1963) / Das katholische Intellektuellenmilieu in Deutschland, seine Presse und seine Netzwerke (1871–1963) (= Convergences, Bd. 40), hrsg. zusammen mit Michel Grunewald, Bern [u. a.] 2006, ISBN 978-3-03910-857-2.
- Antisemitismus, Paganismus, Völkische Religion / Anti-Semitism, Paganism, Voelkish Religion, hrsg. zusammen mit Hubert Cancik, München [u. a.] 2004, ISBN 978-3-598-11458-8.
- Le milieu intellectuel conservateur en Allemagne, sa presse et ses réseaux (1890–1960) / Das konservative Intellektuellenmilieu in Deutschland, seine Presse und seine Netzwerke (1890–1960) (= Convergences, Bd. 27), hrsg. zusammen mit Michel Grunewald, Bern [u. a.] 2003, ISBN 3-906770-16-8.
- Handbuch zur „Völkischen Bewegung“ 1871–1918, hrsg. zusammen mit Walter Schmitz und Justus H. Ulbricht, München [u. a.] 1996 (Paperback 1999), ISBN 3-598-11241-6.
- Von der Französischen Revolution bis zum Wiener Kongreß 1789–1815 (= Deutsche Geschichte in Quellen und Darstellungen, Bd. 6), Stuttgart 1995 (zusammen mit Walter Demel), ISBN 978-3-15-017006-9.
- „Vorwärts, vorwärts sollst du schauen…“. Geschichte, Politik und Kunst unter Ludwig I., Bd. 2: Aufsätze, hrsg. zusammen mit Johannes Erichsen, München 1986, ISBN 3-7917-1037-0.

Reihenherausgeberschaften
- Studien zur modernen Publikationsgeschichte (des Wissens) (zusammen mit Olaf Blaschke), München 2010 ff.
- Zivilisationen & Geschichte (zusammen mit Ina Ulrike Paul), Frankfurt u. a. 2009 ff.
- Geschichte Kompakt (zusammen mit Kai Brodersen, Martin Kintzinger und Volker Reinhardt), Darmstadt 2002 ff.